# Mohammed Benhima
Mohammed Benhima bin Taiyib (auch Mohamed Benhima; arabisch محمد بنهيمة بن الطيب, DMG Muḥammad Binhīma b. aṭ-Ṭayyib; * 25. Juni 1924 in Safi, Marokko; † 23. November 1992 in Rabat, Marokko) war Premierminister von Marokko.
Benhima war vom 7. Juli 1967 bis zum 6. Oktober 1969 Premierminister von Marokko. Später war er von 1972 bis 1973 und von 1977 bis 1979 als Innenminister tätig.